# Подалирије
Подалирије (или Подалејрије) (грч. Ποδαλείριος) је у грчкој митологији био Асклепијев и Епионин син, Махаонов брат.

## Етимологија
Његово име има више значења; „куда год коракне, поље без љиљана“ или „онај који обесхрабрује смрт“.

## Митологија
Подалирије је поменут у Хомеровој „Илијади“, али је о њему писало још неколико аутора, попут Аполодора и Диодора. Описан је као чврст, јак, уображен и мрзовољан. Био је један од просилаца лепе Хелене, па тако и учесник у тројанском рату. Тамо је предводио ратнике из тесалске Трике, заједно са братом и док је он био главни лекар, Махаон је био главни хирург. Он је успоставио дијагнозу Ајантовог лудила, видевши његове очи. Приписује му се и да је излечио Филоктета. Пред полазак у рат је излечио и Телефа, али је највећу славу ипак стекао лечењем Филоктета. Када је његов брат погинуо у последњој години рата, највећом жестином је напао непријатеља у жељи да се освети. Био је међу јунацима сакривеним у дрвеном коњу, а након рата се скрасио у Херсону у Карији, у југозападном делу Мале Азије. Заправо, он је са Амфилохом и Калхантом најпре копном отпутовао за Колофон, али се није усуђивао да пита своје пријатеље пророке где да се настани, већ је више веровао савету Питије у Делфима. Према предању, она му је бесно одговорила да се настани тамо где ће му бити добро, па макар се и небо срушило. Тако је изабрао место које ће му бити заклон и у случају да Атлант са својих плећа стресе небески свод, јер му се учинило да тамо планински врхови подупиру небо.

## Култ
Према Аполодоровом писању, Ликофрон је тврдио да је Подалирије сахрањен у Италији. У Италији му је било изграђено светилиште на планини Дријум у Даунији, на чијем је врху било пророчиште. Наводно, ту је прорицао Калхантов дух уз помоћ снова. Према неким наводима, он сам је подигао овај храм Калханту у коме су верници жртвовали црног овна. Указиване су му божанске почасти и у тесалској Трики.

## Друге личност
Постојала је још једна личност из грчке митологије коју је помињао Вергилије у свом делу „Енејида“.

## Биологија
Латинско име ове личности (Podalirius) је синоним за род (Heliconius) у оквиру групе лептира.